# Timeline
Timeline – drugi kompilacyjny album holenderskiego multiinstrumentalisty Arjena Lucassena zawierający utwory z jego twórczości w projekcie Ayreon. Na płytach znalazły się utwory ze wszystkich studyjnych albumów owego projektu oraz wcześniej niepublikowany utwór "Epilogue: The Memory Remains", w którym śpiewał wokalista grupy Arid, Jasper Steverlinck. Do albumu został dołączony również krążek DVD z zapisem koncertowych wykonań niektórych utworów i innymi bonusowymi materiałami.

## Lista utworów

### CD 1
1995: The Final Experiment
1. Prologue - 3:17

2. The Awareness - 6:36

3. Eyes of Time - 5:05

4. The Accusation (wersja akustyczna) - 3:43

5. Sail Away to Avalon (wersja singlowa) - 3:40

6. Listen to the Waves - 4:40

1996: Actual Fantasy
7. Actual Fantasy - 1:31

8. Abbey of Synn - 9:25

9. Computer Eyes - 7:17

10.Back on Planet Earth - 7:04

1998: Into the Electric Castle
11. Isis and Osiris - 11:09

12. Amazing Flight - 10:21

### CD 2
1998: Into the Electric Castle
1. The Garden of Emotions - 9:40

2. The Castle Hall - 5:48

3. The Mirror Maze - 6:23

4. The Two Gates - 6:23

2000: The Universal Migrator part I i II
5. The Shooting Company of Captain Frans B Cocq - 7:42

6. Dawn of a Million Souls - 7:44

7. And the Druids Turned to Stone - 6:32

8. Into the Black Hole - 10:17

9. The First Man on Earth - 6:54

2004: The Human Equation
10.   Day Two: Isolation 8:46

### CD 3
2004: The Human Equation
1. Day Three: Pain - 4:53

2. Day Six: Childhood - 5:04

3. Day Twelve: Trauma - 9:23

4. Day Sixteen: Loser - 4:47

5. Day Seventeen: Accident? - 5:41

2008: 01011001
6. Age of Shadows (wersja skrócona) - 5:39

7. Ride the Comet - 3:39

8. The Fifth Extinction - 10:27

9. Waking Dreams - 6:23

10.The Sixth Extinction - 12:16

2008: Nowy niewydany wcześniej utwór
11. Epilogue: The Memory Remains - 9:16

### DVD
1. The Stranger from Within
2. Valley of the Queens
3. Isis and Osiris
4. The Two Gates
5. Zapowiedź: The Human Equation
6. Day Eleven: Love
7. Come Back to Me
8. Loser (wersja Star One, wcześniej niewydana)
9. Farside of the World
10. Back on Planet Earth
11. Actual Fantasy: reportaż
12. Computer Eyes
13. Day One: Vigil
14. Day Three: Pain
15. The Castle Hall
16. 01011001 (reportaż z oficjalnej premiery)
17. Beneath the Waves
18. Zapowiedź: 01011001
19. Epilogue: The Memory Remains - Reportaż